# 高木正次
高木正次（日语：／ Takagi Masatsugu，1563年—1631年1月2日）是日本戰國時代至江戶時代初期的武將、大名。河內國丹南藩初代藩主。父親是高木清秀。正室是大久保忠佐的養女。幼名善次郎。通稱主水源。

## 生平
在永祿6年（1563年）於尾張緒川出生，家中三男。天正10年（1582年），仕於德川氏，參加天正12年（1584年）的小牧長久手之戰和天正18年（1590年）的小田原征伐並立下武功，亦在文祿慶長之役中參陣。文祿3年（1594年），繼承家督並領有5千石。慶長5年（1600年），在關原之戰中與信濃上田城的真田昌幸戰鬥，因為這次功績而在慶長7年（1602年）加增2千石。
慶長12年（1607年），被任命為大番頭。慶長19年（1614年），在大坂冬之陣中擔全江戶城的守備。翌年（1615年），在大坂夏之陣中向大坂出陣，並立下戰功。因此在元和3年（1617年），加增近江2千石。元和9年（1623年），成為大坂定番並加增1千石，領地移至河內國丹南，以合計1萬石大名的身份，成為丹南藩藩主。
在寬永7年（1630年）11月晦日死去。享年68歲。法號智光院。墓所在大阪府松原市丹南町的來迎寺。繼承人是長男正成。